# 右田年英
右田 年英（みぎた としひで、文久3年6月17日〈1863年8月1日〉 - 大正14年〈1925年〉2月4日）とは、明治時代から大正時代にかけての浮世絵師、日本画家。ただし生年は文久2年（1862年）ともいわれる。

## 来歴
月岡芳年の門人。豊後国（現・大分県）海部郡臼杵村に生まれる。名は豊彦。通称は豊作。梧斎、晩翠楼、一穎斎などと号す。初め芳年について浮世絵を学び、また国沢新九郎の画塾に入り、油絵を学んでいる。「東京朝日新聞」などの挿絵を描き、錦絵では明治20年（1887年）頃から3枚続の「春遊三美人」（明治23年）などの美人画を描いていたが、その後、日清戦争、日露戦争などの戦争絵や新聞挿絵、役者絵などを制作した。また、明治22年（1889年）の青年絵画共進会に「福女団扇を執て立つの図」を出品したりもしている。大正5年（1916年）には脳溢血で倒れるが、大正10年（1921年）には熟練した最高の技術を誇る絵師、彫師、摺師の作り出す伝統的木版画錦絵を後世に残すため、「年英随筆刊行会」を創設、「年英随筆」を版行している。この「年英随筆」は現在までに14種類の作品が知られている。生涯、伝統的木版画の技術を後世に残すために尽力し続け、大正14年（1925年）、63歳で歿した。弟に右田寅彦（みぎた のぶひこ）がおり、門人に鰭崎英朋、河合英忠、伊藤彦造、伊東英泰、柚木英尚、天野英雅、山本英春、笹井英昭、福手英宣、武石英郷、山川英茂、松下英業、大野英起、都賀英寛、渡辺英素、山田英辰、寺田英光、松政英輝、大塚正直らがいる。

## 作品
- 「春遊三美人」 大錦3枚続 明治23年
- 「今川義元桶狭間大合戦之図」 大錦 明治25年 佐々木豊吉版
- 「英雄三六歌撰」 大錦揃物 明治26年 佐々木豊吉版
- 「名誉十八番」 大錦2枚続 18枚揃 明治26年
- 「万死冒大同江敵情探図」 大錦3枚続 明治27年
- 「膺懲義戦最新歴史 東学党」 大錦3枚続 明治28年
- 「威海衛陥落北洋艦隊提督丁汝昌降伏ノ図」 大錦3枚続 明治28年
- 「澎湖島占領佐久間大尉吶喊之図」大錦3枚続 明治28年
- 「樋口大尉小児を抱いて指揮の図」大錦3枚続 明治28年
- 「台湾島基隆近衛師団奪敵軍ヲ撃破ス」大錦3枚続 明治28年
- 「日露交戦紀聞」 大錦3枚続 明治37年プラハ国立美術館所蔵
- 「陸戦第一日本軍大勝利定州南門外ニ於テ黒川大尉奮戦ノ図」大錦3枚続 明治37年
- 「日露両艦隊二月八日旅順口海戦に名誉なる我水雷艇敵艦三隻を撃沈す」大錦3枚続 明治37年 梧斎落款
- 「年英随筆 猿曳」 大判 錦絵
- 「福女団扇を執て立つの図」 肉筆 明治22年
- 「奉天府城外激戦図」 明治27年（1894年） 大英図書館所蔵
- 「平壌大捷清将生捕之図」 明治27年（1894年） 大英図書館所蔵(16126.d.1(54)、16126.d.2(53))
- 「九連城畔靉河劇戦之図」 明治27年（1894年） 大英図書館所蔵
- 「日清平壌大激戦之図」 明治27年（1894年） 大英図書館所蔵
- 「美人十二姿」 大錦 明治34年
- 「新橋元禄舞」 大錦3枚続 明治38年
- 「佐々木高総奪馬下於東国之図」 大錦3枚続 明治41年（1908年）
- 「年英随筆」 大判 錦絵揃󠄀物 大正10年 年英随筆刊行会版  「猿曳」、「市原野」、「茨木」など14種類が知られる。

## ギャラリー

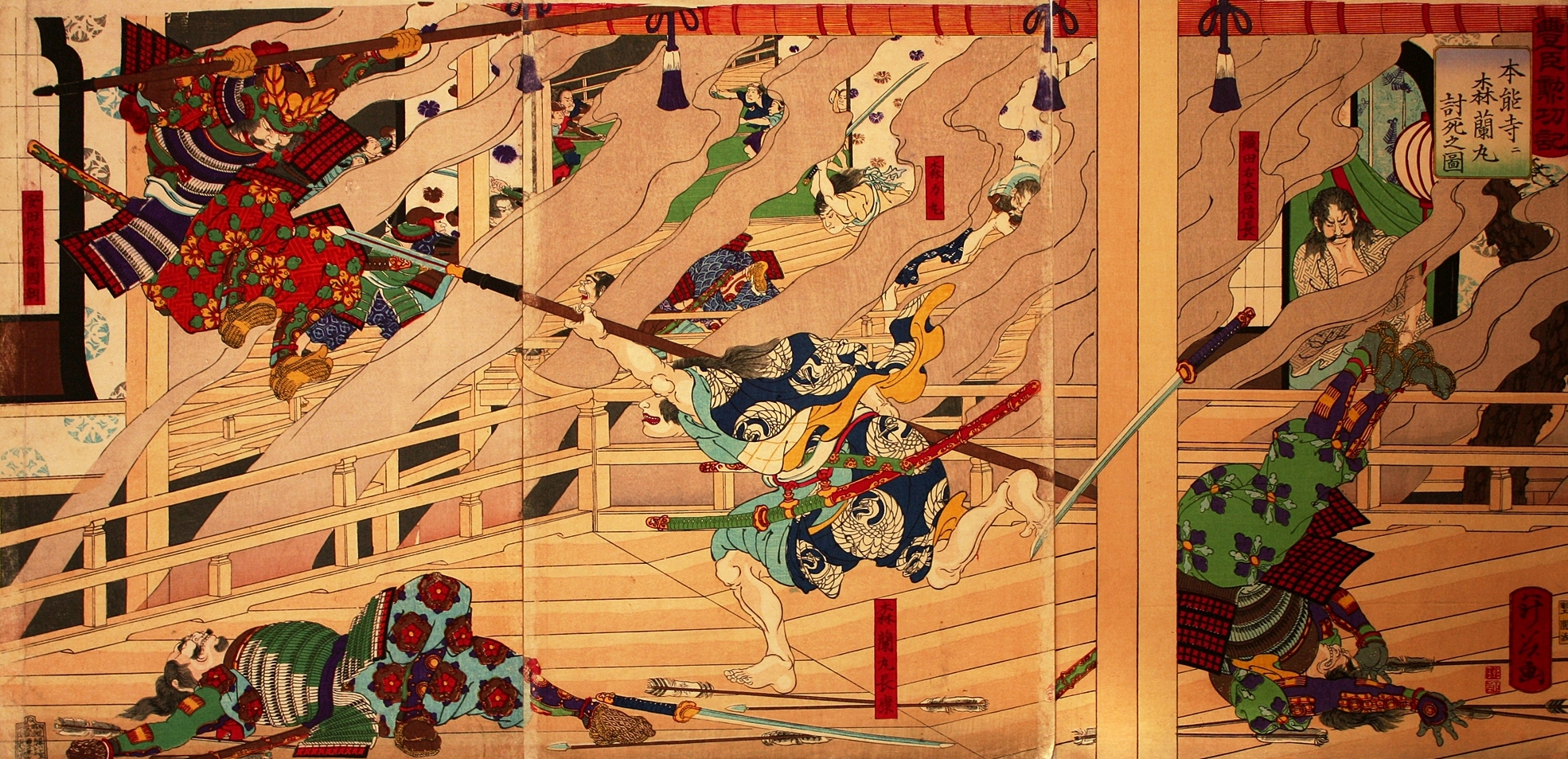
「豊臣勲功記 本能寺ニ森蘭丸討死之図」明治19年（1886年）
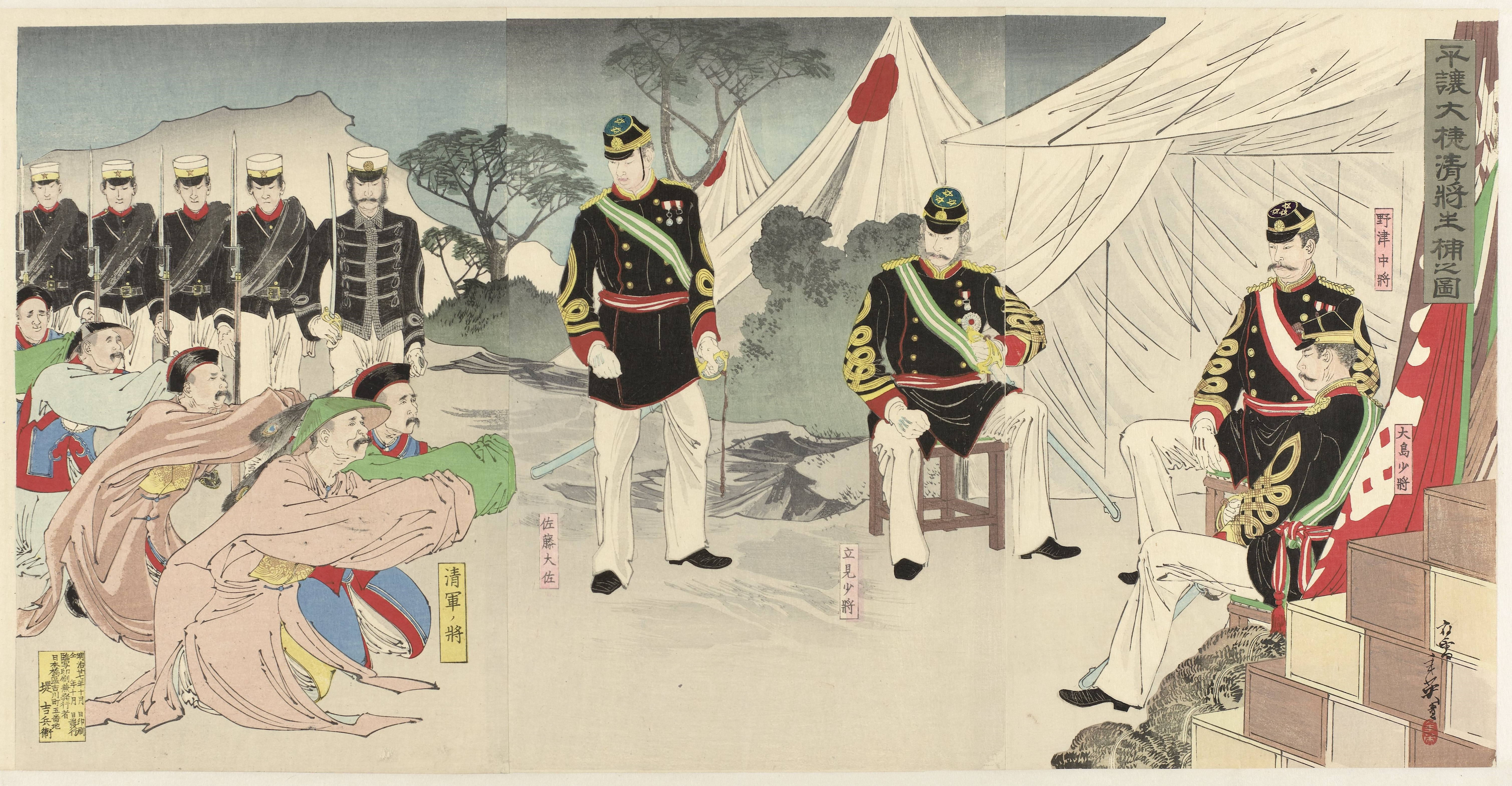
「平壌大捷清将生捕之図」明治27年（1894年）
「威海衝陥落北洋艦隊提督丁汝昌降伏ノ図」明治28年（1895年）
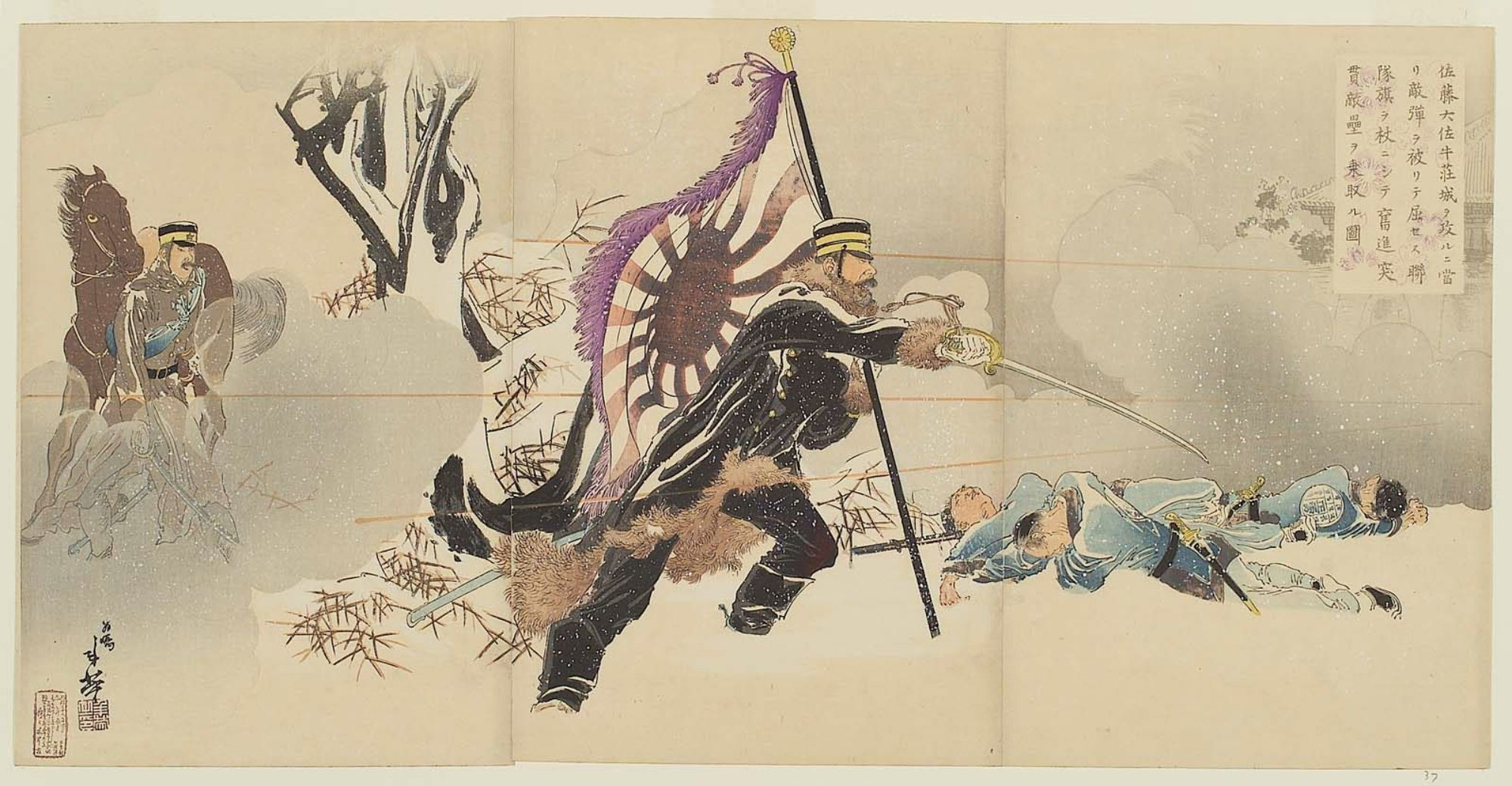
「佐藤大佐牛荘城ヲ攻ルニ當リ敵弾ヲ被リテ屈セス聯隊旗ヲ杖ニシテ奮進突貫敵壘ヲ乗取ル圖」明治28年（1895年）4月
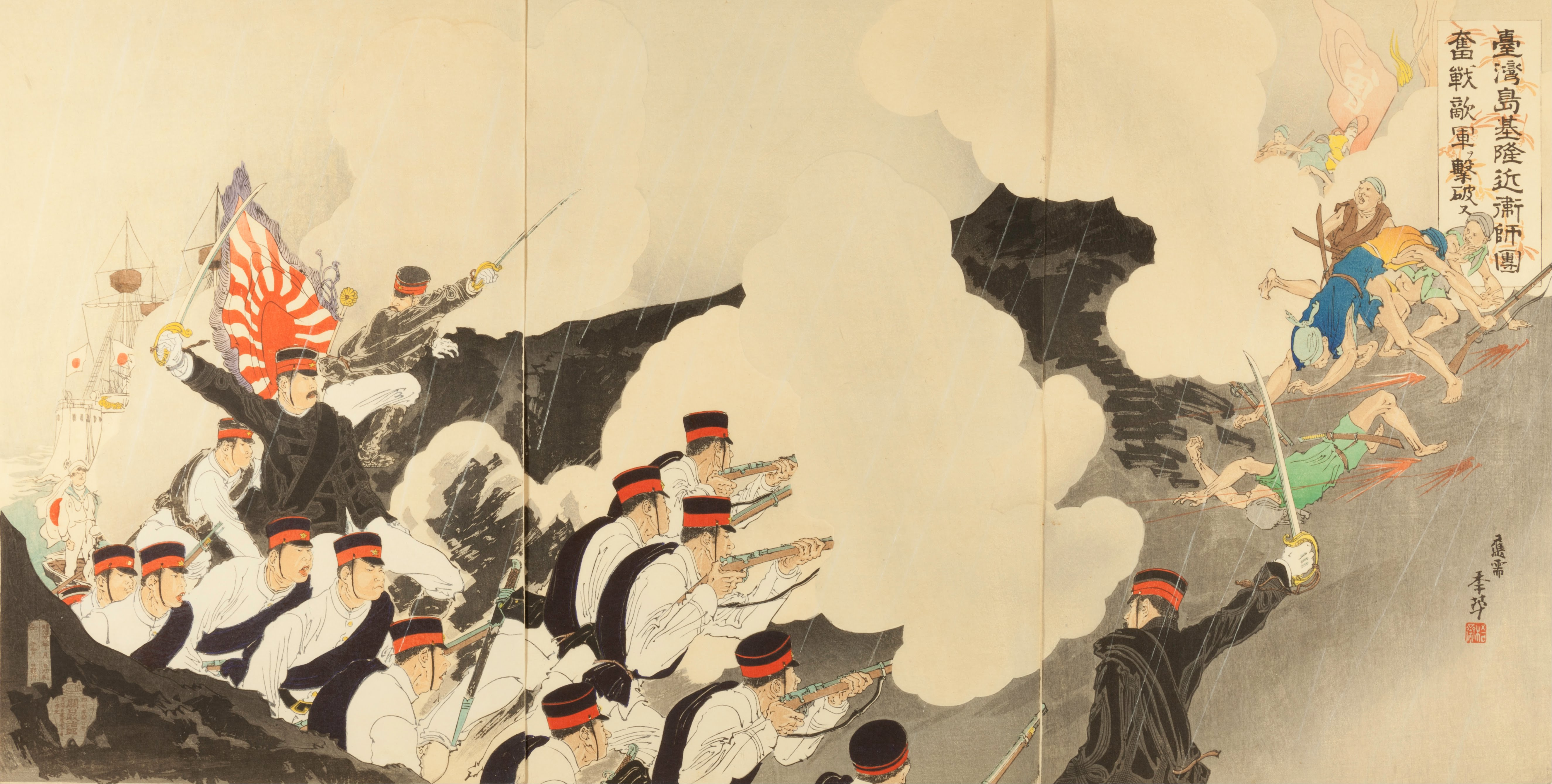
「臺灣島基隆近衛師團奮戰敵軍ヲ撃破ス」明治28年（1895年）
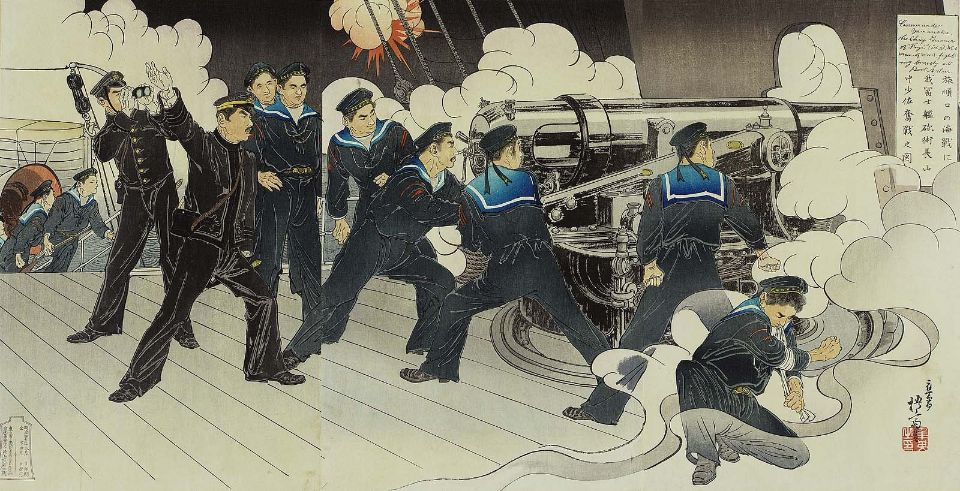
「旅順口の海戰に我冨士艦砲術長山中少佐奮戰の図」明治37年（1904年）3月